# Герб комуни Гуфорс
Герб комуни Гуфорс (швед. Hofors kommunvapen) — символ шведської адміністративно-територіальної одиниці місцевого самоврядування комуни Гуфорс. 

## Історія
Герб ландскомуни Гуфорс отримав королівське затвердження 1968 року. Після адміністративно-територіальної реформи, проведеної в Швеції на початку 1970-х років, муніципальні герби стали використовуватися лишень комунами. Цей герб був перебраний для нової комуни Гуфорс.
Герб комуни зареєстровано 1974 року. 

## Опис (блазон)
У золотому полі чорна квітка з вісьмома круглими пелюстками. 

## Зміст
Круглі пелюстки вказують на кулі з Герба Єстрікланду. Чорний колір уособлює поклади залізної руди. 